# Matsukata Kōjirō

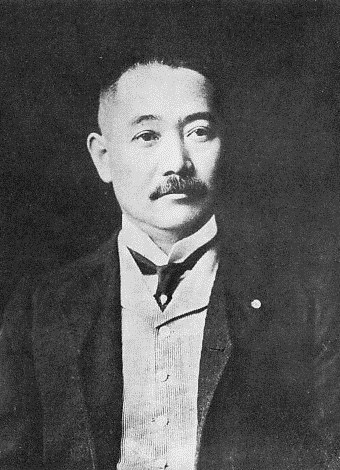
Matsukata Kōjirō

Matsukata Kōjirō (jap. 松方 幸次郎; * 17. Januar 1865; † 24. Juni 1950) war einer der bedeutendsten japanischen Unternehmer in der ersten Hälfte des 20. Jahrhunderts. Aus seiner umfangreichen Kunstsammlung ging das Nationalmuseum für westliche Kunst in Tokio hervor.

## Familie
Matsukata Kōjirō kam als dritter Sohn des späteren japanischen Premierministers Matsukata Masayoshi und seiner Frau Matsukata Masako zur Welt. Er war mit Matsukata Yoshiko, der Tochter des Kuki Takayoshi verheiratet und adoptierte später seinen jüngeren Bruder Matsukata Saburō.

## Unternehmer
Auf Matsukata Kōjirōs Initiative hin, kam es zur Zusammenlegung der Unternehmen Kawasaki Kisen, Kawasaki Zosen und Kokusai Kisen, da er erkannte, dass für die wirtschaftliche Entwicklung seines Landes eine starke japanische Schifffahrtsindustrie notwendig war. Die nach ihren Initialen auch „K“ Line genannte Kawasaki Kisen Kaisha mit Sitz in Kōbe entwickelte sich unter seiner Präsidentschaft zu einer der größten Schifffahrtslinien der Welt und stieg nach Angaben von Lloyd’s auf Rang 13 im internationalen Vergleich auf. Die bisherige Abhängigkeit von britischen und US-amerikanischen Schifffahrtslinien konnte durch einen kontinuierlichen Aufbau einer eigenen Flotte aufgehoben werden. Zwischen 1922 und 1924 entstanden regelmäßige Schiffsverbindungen nach Europa, Australien, Indien und in die USA. Neben dem Verkehr zwischen dem Ausland und Japan erwuchs mit der lukrativen Atlantikroute zwischen Hamburg und New York auch ein vom Mutterland unabhängiger Unternehmensbereich. Nachdem bereits 1921 in New York eine Niederlassung gegründet worden war, folgte 1927 mit der Gründung der Kawasaki & Co., Ltd. eine Tochterfirma in London. Neben den Schifffahrtslinien gehörten auch der Schiffbau, der Flugzeugbau und Ölimporte aus der Sowjetunion zu den Unternehmensbereichen des von Matsukata Kōjirō geleiteten Unternehmens. Heute ist die Kawasaki Kisen Kaisha Teil der Kawasaki Heavy Industries.

## Kunstsammler
Ein Großteil seines Vermögens legte Matsukata Kōjirō Anfang der 1920er Jahre während verschiedener Europareisen in Arbeiten westlicher Künstler an, wobei er überwiegend bei den Pariser Händlern Georges Bernheim und Paul Durand-Ruel wichtige Stücke seiner Sammlung erwarb. Neben Kunsthandwerk und Skulpturen brachte er so auch einige Tausend Gemälde zusammen. Neben der westlichen Kunst baute Matsukata Kōjirō in Japan zudem eine bedeutende Sammlung von Ukiyo-e-Holzschnitten auf, die er jedoch auf Grund finanzieller Schwierigkeiten im Jahr 1927 wieder verkaufen musste. Nahezu 8.000 Ukiyo-e-Holzschnitte aus der ehemaligen Matsukata-Sammlung befinden sich heute im Nationalmuseum Tokio. Matsukatas ursprüngliche Idee, die japanischen Holzschnitte zusammen mit den westlichen Kunstwerken später in einem zu gründenden Museum in Tokio auszustellen, konnte so nicht in Erfüllung gehen.
Es ist heute nicht bekannt, welchen genauen Umfang die Sammlung westlicher Kunst umfasste: Teile dieser Sammlung kamen zum Verkauf, andere Teile verbrannten bei einem Lagerhausbrand in London.
Bei Ausbruch des Zweiten Weltkrieges 1939 befand sich der Kern der Sammlung in Paris und wurde später von der französischen Regierung als Feindvermögen beschlagnahmt. Die Sammlung fiel unter die Regelungen des Friedensvertrages von San Francisco und gelangte somit in französischen Staatsbesitz. Wichtige Stücke kamen in französische Museen, andere wurden verkauft.
Als Geste der Aussöhnung übergab Frankreich in den 1950er Jahren an das japanische Volk 196 Gemälde, 80 Zeichnungen, 26 Drucke und 63 Skulpturen aus der ehemaligen Matsukata-Sammlung, die den Grundstock des Nationalmuseums für westliche Kunst in Tokio bilden. Das 1959 eingeweihte Museum befindet sich im Ueno-Park unweit des Nationalmuseums Tokio, so dass sich Matsukatas Wunsch, japanische und westliche Kunst gemeinsam zu zeigen, im Nachhinein annähernd erfüllt hat.

### Claude Monet
Matsukata lernte Claude Monet 1921 persönlich kennen und berichtete ihm, dass in Japan junge Künstler anhand von Fotografien seine Gemälde studieren würden und sie das Bedürfnis hätten, diese Bilder einmal im Original zu sehen. Hiervon zeigte sich Monet sehr beeindruckt, da er wiederum japanische Kunst als eine seiner Inspirationen ansah. Monet, der sonst nur Familienangehörige und enge Freunde in seinem Atelier empfing, lud Matsukata nach Giverny ein, zeigte ihm seine dortigen Bilder und forderte ihn auf, eine Auswahl zu treffen. Bei diesem ersten Besuch kaufte er allein 16 seiner Werke und bei einem weiteren Besuch fünf Monate später konnte er weitere 18 Bilder erstehen. Bis zu Monets Tod 1926 blieben beide freundschaftlich miteinander verbunden.

### Die Sammlung westlicher Kunst
Der Schwerpunkt der Matsukata-Sammlung westlicher Kunst lag auf Gemälden der französischen Impressionisten. Zu den wichtigsten Gemälden gehörten Édouard Manets Junge in den Blumen und Monsieur Brun, Pierre-Auguste Renoirs Im Wald und Pariserin im algerischen Kostüm sowie Camille Pissarros Winterlandschaft, Unterhaltung und Ernte. Neben einer ganzen Werkgruppe von Claude Monet besaß er auch bedeutende Werke des Spätimpressionismus. Hierzu zählten von Vincent van Gogh ein Rosenstillleben und von Paul Gauguin
die Werke Badende Frauen und Zwei Bretonische Mädchen am Strand. Weitere namhafte Künstler in seiner Sammlung waren Eugène Boudin, Albert Marquet, Kees van Dongen, Gustave Moreau, Emile Auguste Carolus-Duran, Pierre Puvis de Chavannes, Henri Fantin-Latour, Maurice Denis, François Bonvin, Gustave Courbet und Jean-François Millet. Darüber hinaus trug Matsukata eine umfangreiche Gruppe mit Skulpturen von Auguste Rodin zusammen. Hierzu gehören auch so bekannte Werke wie Der Denker, Die Bürger von Calais und Das Höllentor. All diese Werke sind heute im Nationalmuseum für westliche Kunst in Tokio zu sehen. Zu den im französischen Staatsbesitz befindlichen Bildern gehört Edouard Manets Bierkellnerin, welches in die Sammlung des Musée d’Orsay gelangte. Ein Beispiel für die nach dem Zweiten Weltkrieg von Frankreich verkauften Werke ist Claude Monets Bild Trauerweide, das heute im Besitz des Kimbell Art Museum im texanischen Fort Worth ist.

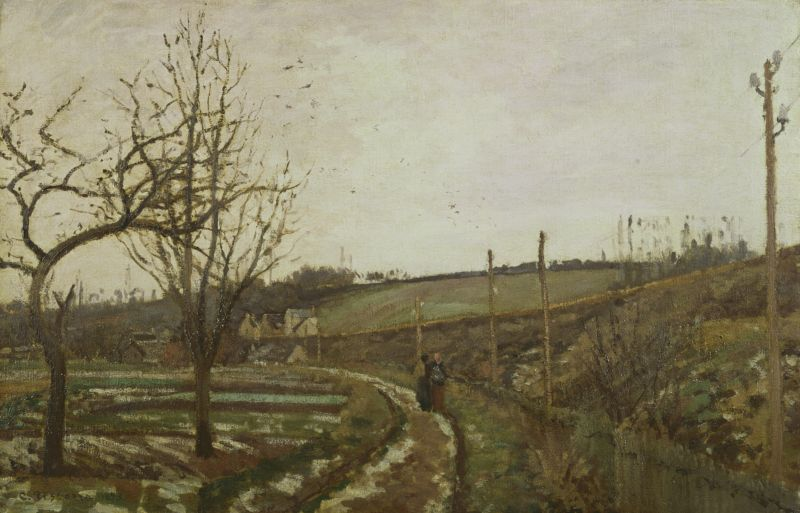
Camille Pissarro: Winterlandschaft (heute Tokio)
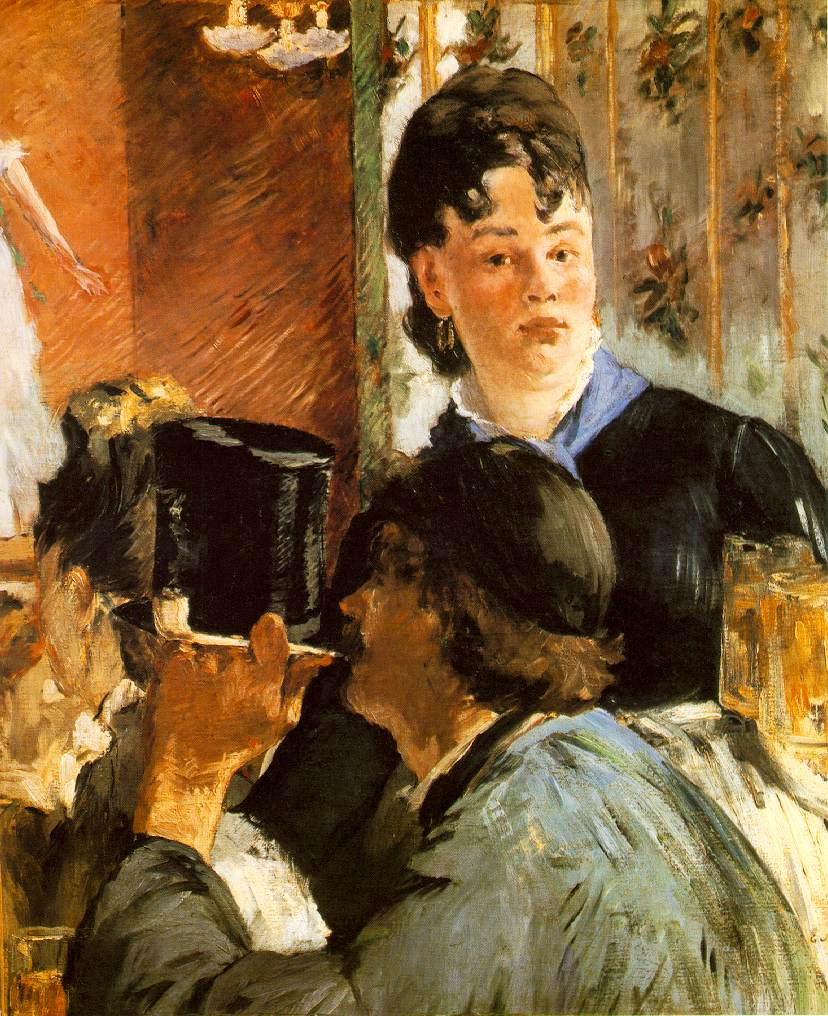
Édouard Manet: Die Bierkellnerin (heute Paris)
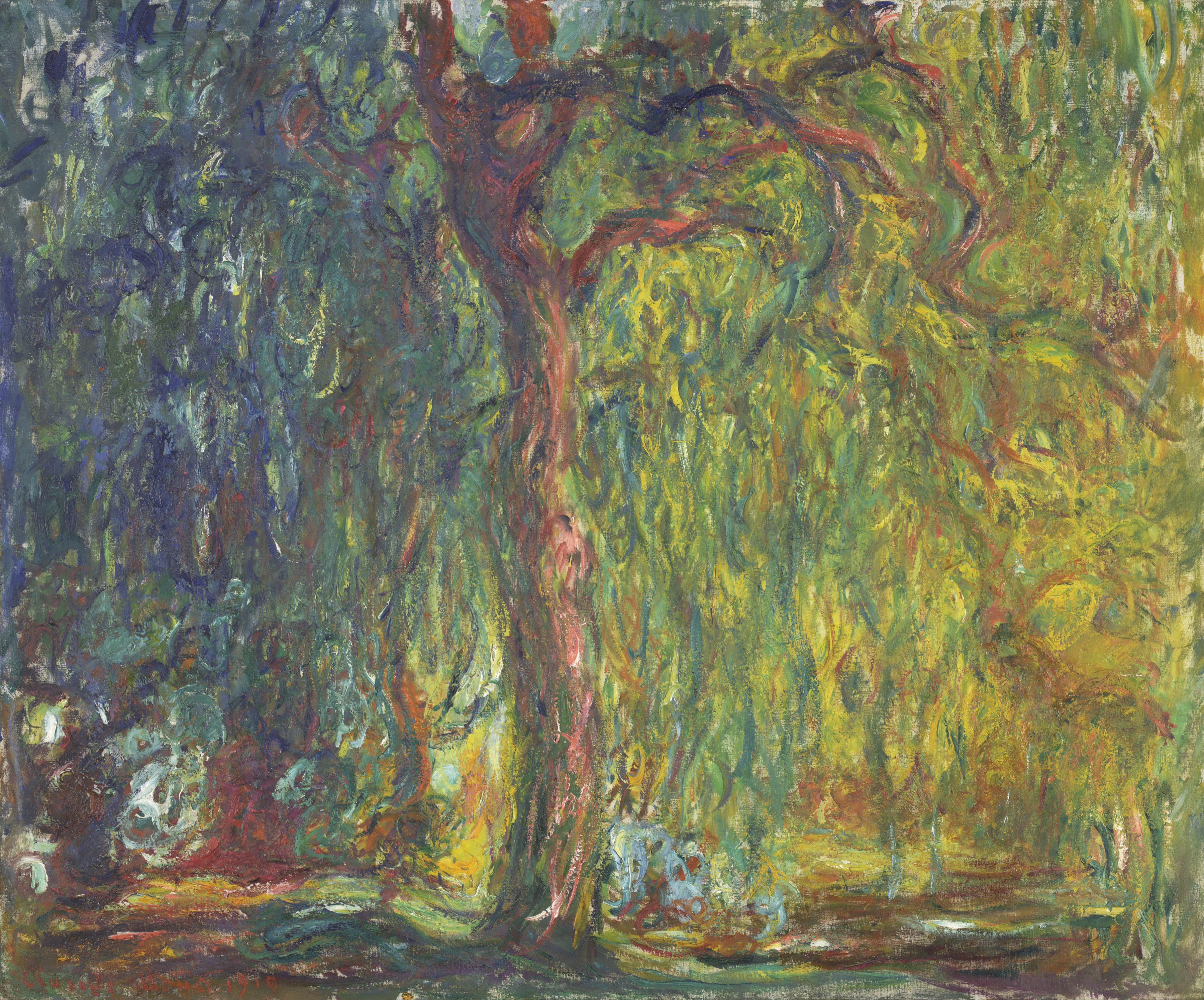
Claude Monet: Trauerweide (heute Fort Worth)
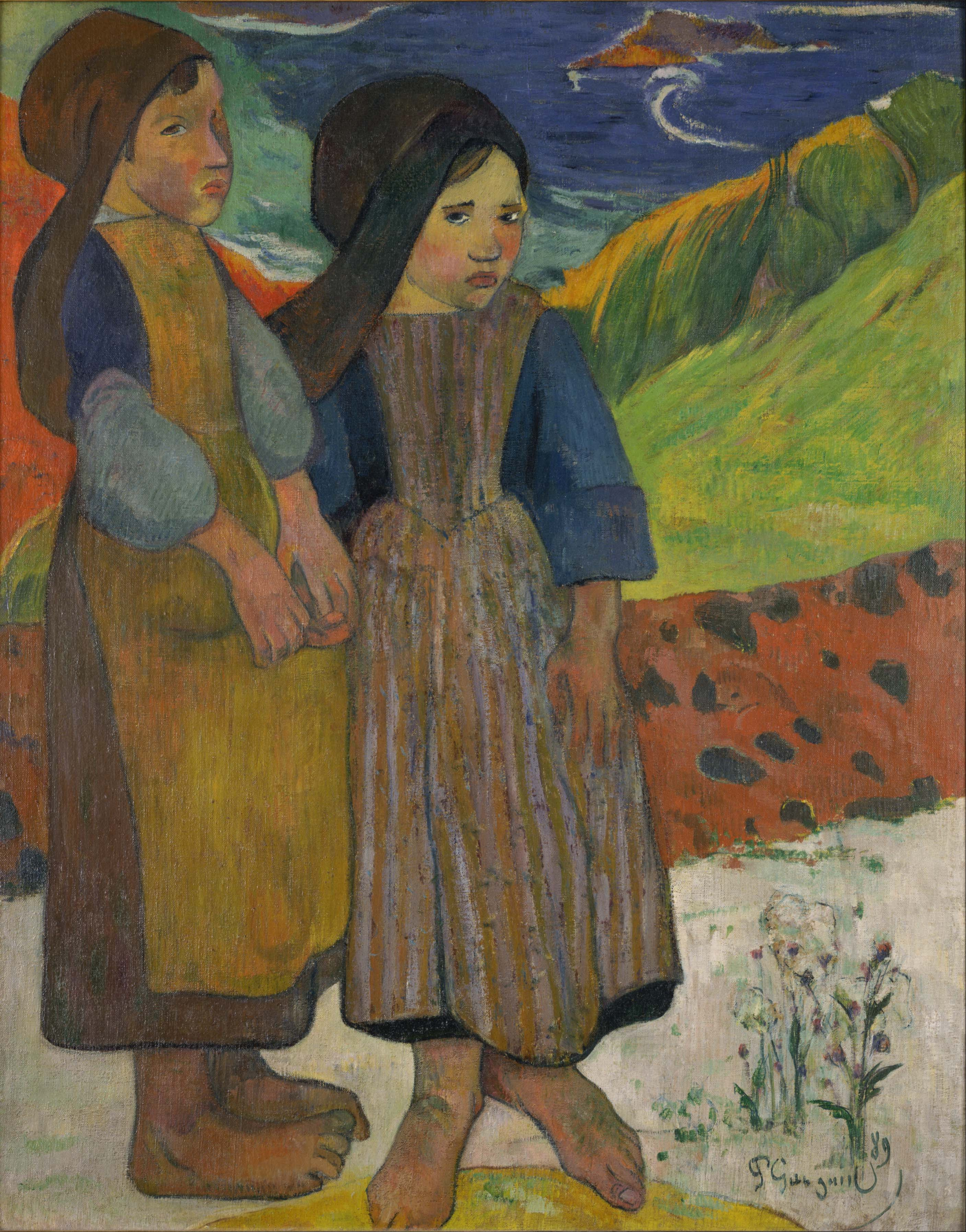
Paul Gauguin: Kleine Bretoninnen am Meer (heute Tokio)